# Andrzej Kuśniewicz

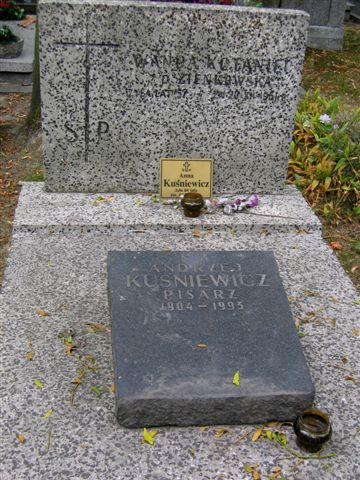
Nagrobek Andrzeja Kuśniewicza na Cmentarzu Wojskowym na Powązkach w Warszawie, Warszawa, 30 lipca 2006

Andrzej Kuśniewicz (ur. 30 listopada 1904 w Kowenicach koło Sambora, zm. 14 maja 1993 w Warszawie) – polski prozaik, eseista, poeta, redaktor „Miesięcznika Literackiego”.

## Życiorys
Studiował na krakowskiej Akademii Sztuk Pięknych (1929-1931), a następnie prawo i nauki polityczne na Uniwersytecie Jagiellońskim (od 1931-1935). Magisterium uzyskał w 1935. W latach 1925–1928 podróżował po Europie jako przedstawiciel firmy samochodowej. Od 1936 pracował w służbie dyplomatycznej w Czechosłowacji i we Francji, gdzie zastała go wojna. W latach 1940–1943 pracował w Biurze Opieki nad Polakami i był działaczem francuskiego ruchu oporu. W czasie wojny został aresztowany przez gestapo i więziony w obozach we Fresnes, w Neue Bremm pod Saarbrücken i Mauthausen (od kwietnia 1944). W 1943 został członkiem Francuskiej Partii Komunistycznej.
Po wojnie pracował w ambasadzie polskiej w Paryżu. Od 1947 do 1949 kierował Konsulatem Generalnym RP w Lille. W styczniu 1946 wstąpił do PPR a w 1948 został członkiem PZPR. W 1950 odsunięty od pracy w dyplomacji i wyrzucony z partii pod zarzutem współpracy z kontrwywiadem francuskim. W 1953 Komisja Kontroli Partyjnej przychyliła się do jego wielokrotnie ponawianych próśb i przywróciła mu prawa członka partii.
Większa część jego twórczości związana jest z Galicją.
Dzięki przekładowi Krzysztofa Jeżewskiego na francuski powieść Król obojga Sycylii otrzymała w 1978 Prix Séguier de littérature étrangère.
Był członkiem Stowarzyszenia Pisarzy Polskich, w 1991 roku został laureatem nagrody literackiej polskiego PEN Clubu im. J. Parandowskiego. Był członkiem Związku Literatów Polskich.
Pochowany na cmentarzu Powązki Wojskowe w Warszawie (kwatera D-1b-12).

## Życie prywatne
Jego pierwsza żona, Maria Ukniewska (1907–1962) była pisarką, druga – Anna Lechicka-Kuśniewicz (1918–2002) – satyrykiem (m.in. w redakcji „Szpilek”).

## Współpraca ze Służbą Bezpieczeństwa PRL
Od 1953 wykorzystywany był przez bezpiekę do rozpracowywania środowisk emigracyjnych. W 1960 zarejestrowany jako kontakt poufny Służby Bezpieczeństwa o kryptonimie Andrzej (IPN BU 00328/349). Był autorem pisanych dla SB charakterystyk m.in. Jerzego Andrzejewskiego i Ireny Jurgielewiczowej. Według oceny SB jego donosy były konkretne, obiektywne, posiadały wartość operacyjną. Po wydarzeniach marca 1968 denuncjował swoich kolegów pisarzy i dziennikarzy pochodzenia żydowskiego, którzy planowali emigrację z PRL.

## Odznaczenia
21 lipca 1977 roku odznaczony Orderem Sztandaru Pracy II. klasy.
W dniu Narodowego Święta Odrodzenia Polski w 1974 roku otrzymał nagrodę państwową I. stopnia.
W 1987 została mu nadana Odznaka tytułu honorowego „Zasłużony dla Kultury Narodowej”.

## Zbiory wierszy
- 1956 – Słowa o nienawiści (poemat)
- 1959 – Diabłu ogarek
- 1962 – Czas prywatny
- 1975 – Piraterie (wybór wierszy)

## Proza
- 1961 – Korupcja – opis działalności konspiracyjnej w okupowanej przez hitlerowców Francji
- 1963 – Eroica
- 1964 – W drodze do Koryntu
- 1970 – Król Obojga Sycylii (proza reprezentująca nurt galicyjski)
- 1971 – Strefy (proza reprezentująca nurt galicyjski)
- 1973 – Stan nieważkości
- 1975 – Trzecie królestwo (opis realiów RFN)
- 1977 – Lekcja martwego języka (proza reprezentująca nurt galicyjski)
- 1980 – Witraż (rozrachunek z międzywojniem w Europie)
- 1985 – Mieszaniny obyczajowe (kryptopamiętnik)
- 1987 – Nawrócenie
- 1992 – Puzzle pamięci

## Eseje
- 1980 – Moja historia literatury

## Filmy
- 1979 – Lekcja martwego języka – reż. i scen. Janusz Majewski